# 卡塔孔布山
78°4′S 163°25′E / 78.067°S 163.417°E
卡塔孔布山（英語：Catacomb Hill）是南極洲的山峰，座標78°4′S 163°25′E，位於維多利亞地的斯科特海岸，處於布盧冰川源頭東面，海拔高度1,430米（4,700英尺），現時由南極條約體系管理。